# Невилл, Харви
Харви Джеймс Невилл (англ. Harvey James Neville; род. 26 июня 2002, Манчестер, Северо-Западная Англия) — ирландский футболист, защитник клуба «Портленд Тимберс 2».
Отец Харви — известный английский футболист Фил Невилл.

## Клубная карьера
Невилл — воспитанник клубов «Манчестер Юнайтед», «Манчестер Сити» и испанской «Валенсии». В 2020 году он подписал свой первый профессиональный контракт с бывшим клубом отца, но выступал за юношеский и молодёжный составы.
7 мая 2021 года Невилл-младший перешёл в американский клуб «Форт-Лодердейл» из Лиги один ЮСЛ, резервную команду клуба MLS «Интер Майами», где главным тренером являлся его отец. Его профессиональный дебют состоялся 22 мая в матче против «Чаттануга Ред Вулвз».
За «Интер Майами» он дебютировал, попав в состав в рамках краткосрочной аренды, 10 мая 2022 года в матче Открытого кубка США против «Торменты», выйдя на замену в конце второго тайма вместо Деандре Йедлина. 23 августа Невилл подписал с «Интер Майами» контракт до конца сезона 2024 с опциями продления на сезоны 2025 и 2026. В MLS он дебютировал 9 октября в матче заключительного тура сезона 2022 против «Клёб де Фут Монреаль», заменив в конце второго тайма Деандре Йедлина.
В марте 2024 года вновь воссоединился с отцом, перейдя во вторую команду клуба «Портленд Тимберс».

## Международная карьера
Бабушка Харви — ирландка, поэтому он имеет право выступать за сборную этой страны. В октябре 2019 года был вызван в сборную до 19 лет.